# Lista de fuzis de batalha
Fuzis de batalha são fuzis com enorme força, que usam carregadores de caixas destacáveis, muitas vezes com capacidade de fogo seletivo. A diferença entre um fuzil de batalha e um fuzil designado é geralmente apenas uma terminologia com modificações para as melhorias de gatilho e precisão; muitas das armas abaixo estão atualmente em uso, redesignados como DMRs. Para calibres intermediários, armas de fogo (por exemplo: 7,62×39mm, 5,56×45mm) ver Lista de fuzis de assalto.
Esta é uma lista de  fuzis de batalha. A tabela é classificada para cada coluna. 
| Nome                           | Fabricante                                                  | Imagem | Cartucho                                                                       | País                                             |       | Ano |
| ------------------------------ | ----------------------------------------------------------- | ------ | ------------------------------------------------------------------------------ | ------------------------------------------------ | ----- | --- |
| AG-3                           |                                                             |        | 7,62×51mm NATO                                                                 | Noruega                                          | 1956  |     |
| Ak 4                           |                                                             |        | 7,62×51mm NATO                                                                 | Suécia                                           | 1956  |     |
| AR-10                          | ArmaLite                                                    |        | 7,62×51mm NATO .308 Winchester                                                 | Estados Unidos e sob contrato dos Países Baixos. | 1956  |     |
| Beretta BM59                   | Beretta                                                     |        | 7,62×51mm NATO                                                                 | Itália                                           | 1950  |     |
| Calzada Bayo CB-57             |                                                             |        | 7,62×51mm NATO                                                                 | Espanha                                          | 1957  |     |
| CETME Rifle                    |                                                             |        | 7,62×51mm NATO                                                                 | Espanha                                          | 1957  |     |
| FA-MAS Type 62                 | Manufacture d'armes de Saint-Étienne                        |        | 7,62×51mm NATO                                                                 | França                                           | 1962  |     |
| Fedorov Avtomat                | Degtyarev plant                                             |        | 6,5×50mmSR Arisaka                                                             | Rússia                                           | 1915  |     |
| FG 42                          | Rheinmetall                                                 |        | 7,92×57mm Mauser                                                               | Alemanha                                         | 1941  |     |
| FM57 rifle                     |                                                             |        | 7,62×51mm NATO                                                                 | Suécia                                           |       |     |
| FN FAL                         | FN Herstal                                                  |        | 7,62×51mm NATO                                                                 | Bélgica                                          | 1947  |     |
| FN SCAR-H                      | FNH USA                                                     |        | 7,62x51mm NATO .260 Remington 5,56x45mm NATO 7,62x39mm 5,45x39mm .300 Blackout | Bélgica                                          | 2009  |     |
| GRAM 63 battle rifle           |                                                             |        | 7,62×51mm NATO                                                                 | Suécia                                           |       |     |
| Heckler & Koch G3              | Heckler & Koch                                              |        | 7,62×51mm NATO                                                                 | Alemanha Ocidental                               | 1950  |     |
| Heckler & Koch HK417           | Heckler & Koch                                              |        | 7,62×51mm NATO                                                                 | Alemanha                                         | 2005  |     |
| Howa Type 64                   | Howa                                                        |        | 7,62×51mm NATO                                                                 | Japão                                            | 1964  |     |
| L1A1 Self-Loading Rifle        | Royal Small Arms Factory Lithgow Small Arms Factory         |        | 7,62×51mm NATO                                                                 | Reino Unido · Austrália                          | 1947  |     |
| M14 (fuzil)                    |                                                             |        | 7,62×51mm NATO                                                                 | Estados Unidos                                   | 1954  |     |
| Madsen LAR                     |                                                             |        | 7,62×51mm NATO                                                                 | Dinamarca                                        | 1957  |     |
| Mk 14 Enhanced Battle Rifle    | Naval Surface Warfare Center Crane Division                 |        | 7,62×51mm NATO                                                                 | Estados Unidos                                   | 2001  |     |
| Model 45A                      |                                                             |        | .30-06 Springfield                                                             | Estados Unidos · Filipinas                       | 1945  |     |
| MPT-76                         | MKEK                                                        |        | 5,56×45mm NATO 7,62×51mm NATO                                                  | Turquia                                          | 2009  |     |
| ParaFAL                        | IMBEL                                                       |        | 7,62×51mm NATO                                                                 | Brasil                                           | 2009  |     |
| Pindad SS4                     | Pindad                                                      |        | 7,62×51mm NATO                                                                 | Indonésia                                        |       |     |
| Sieg automatic rifle           |                                                             |        | .30-06 Springfield                                                             | Estados Unidos                                   | 1946  |     |
| SIG SG 510                     | Schweizerische Industrie Gesellschaft                       |        | 7,5×55mm Swiss                                                                 | Suíça                                            | 1950  |     |
| SLEM-1                         | FN Herstal                                                  |        | 7,92×57mm Mauser                                                               | Bélgica                                          | 1944  |     |
| SVT-40                         | Tulsky Oruzheiny Zavod Izhevsk Machinebuilding Plant        |        | 7,62×54mmR                                                                     | União Soviética                                  | 1940s |     |
| T48 (fuzil)                    | FN Herstal H&R Firearms High Standard Manufacturing Company |        | 7,62×51mm NATO                                                                 | Bélgica                                          | 1947  |     |
| Zastava M77 B1                 | Zastava Arms                                                |        | 7,62×51mm NATO                                                                 | Iugoslávia (agora Sérvia)                        | 1977  |     |
| AVS-36                         |                                                             |        | 7,62×54mmR                                                                     | União Soviética                                  | 1936  |     |
| M1918 Browning Automatic Rifle | Colt's Manufacturing Company                                |        | 30-06 Springfield .303 British 7,92×57mm Mauser                                | Estados Unidos                                   | 1917  |     |